# Boukaïs
Boukaïs est une commune de la wilaya de Béchar en Algérie.

## Géographie

### Situation
La commune de Boukaïs est située au nord-ouest de la wilaya de Béchar. Son chef-lieu est situé à 57 km au nord-est de Béchar.
| ? (Maroc) | ? (Maroc) | Mougheul |
| ? (Maroc) | Boukaïs   | Lahmar   |
| ? (Maroc) | Kenadsa   | Lahmar   |

### Localités de la commune
Lors du découpage administratif de 1984, la commune de Boukaïs est constituée d'une seule localité : Boukaïs.